# Borja Cobeaga Eguillor
Borja Cobeaga Eguillor (Sant Sebastià, 1977) és un cineasta basc. És nebot del historietista, pintor i gravador Juan Carlos Eguillor.

## Biografia
Borja Cobeaga va començar a realitzar els seus primers curtmetratges en vídeo als nou anys, juntament amb els seus amics i companys de classe, exhibint-los en la sala d'actes del seu col·legi. D'aquesta època daten els curts Alto voltaje, Sin escapatoria, Billy Manonegra, Un fantasma superguay o Sangre suicida. Es va llicenciar en Comunicació Audiovisual per la Universitat del País Basc i durant els seus anys universitaris va compartir pis amb el també director Nacho Vigalondo. Va ser director, guionista i editor de diversos curts en vídeo com a Usura (1995), El principio del fin (1996), Cupido es áspero (1998) i El amor en tiempos de burocracia (1999), amb els quals va participar en diferents festivals aconseguint diversos premis.
Després d'aquest període de formació, va començar a treballar en la televisió com a ajudant de realització. En 2001 va dirigir el seu primer curtmetratge cinematogràfic, La primera vez, que va ser nominat en la XVI edició dels Premis Goya de l'any 2002 en la categoria de Millor Curtmetratge de Ficció i va rebre més de 30 premis a Espanya i l'estranger. En 2003 assumí la direcció del programa d'humor Vaya semanita de la televisió pública basca ETB,participant també en els seus guions. A més també ha estat realitzador en programes televisius com Gran hermano, Confianza ciega, El submarino i Territorio Champiñón, entre d'altres; subdirector de Made in China, de TVE, i guionista de telesèries com Splunge o En buena compañía.
En 2005 fundà a Bilbao, juntament amb Borja Crespo, Nahikari Ipiña, Koldo Serra i Nacho Vigalondo, les productores Arsénico i Sayaka, la primera participació del qual es va donar amb el llargmetratge Los cronocrímenes de Nacho Vigalondo. Aquest mateix any va realitzar el seu curtmetratge Éramos pocos, amb Mariví Bilbao, Alejandro Tejería i Ramón Barea, pel qual va ser nominat a l'Oscar en la 79a edició dels premis de l'Acadèmia. No obstant això, encara que va obtenir més de 80 premis i es va projectar en 250 festivals de tot el món, no va ser nominat als Premis Goya.
En 2006 va col·laborar en el guió de la pel·lícula La máquina de bailar, dirigida per Óscar Aibar; i el 2007 rodà Río Puerco, un dels tres capítols de Limoncello, curtmetratge que homenatjava els antics westerns i que va ser nominat al Fotogramas en Corto de 2008. Posteriorment va dirigir espots de publicitat per a marques com Heineken o Microsoft, i va començar a col·laborar com a columnista a El Periódico de Catalunya i El País.
El seu primer llargmetratge Pagafantas, protagonitzat per Gorka Otxoa i escrit juntament amb Diego San José, es va estrenar al Festival de Màlaga el 24 d'abril de 2009, on va rebre el premi especial de la crítica. La pel·lícula es va estrenar en sales comercials el 3 de juliol de 2009 amb uns bons resultats de taquilla, sent la quarta pel·lícula més vista a Espanya en el cap de setmana de la seva estrena malgrat competir amb grans produccions com Ice Age 3: L'origen dels dinosaures o Transformers: Revenge of the Fallen. Pagafantas va obtenir una recaptació final de dos milions d'euros. La pel·lícula va ser dues vegades nominada en la XXIV edició dels Premis Goya de 2010: el mateix Cobeaga com millor director novell i el seu protagonista com millor actor revelació. Malgrat les bones crítiques rebudes, Cobeaga no va resultar premiat.
El seu segon llargmetratge No controles va arribar als cinemes el 5 de gener de 2011, després d'haver clausurat el Festival de Cinema de Gijón. Comptava amb un elenc destacat d'actors com Unax Ugalde, Alexandra Jiménez, Miguel Ángel Muñoz, Mariví Bilbao o Secun de la Rosa. Els resultats de taquilla no van ser tan bons com s'esperaven després de l'èxit de taquilla de Pagafantas i no va aconseguir arribar al milió d'euros de recaptació a Espanya; no obstant això la pel·lícula va ser molt ben acollida per la crítica i el públic, i a l'abril de 2011 va guanyar el Premi del Público en el Festival du Cinéma Espagnol de Nantes. El 2013 va dirigir Democracia, que també va guanyar el premi al millor curtmetratge en aquest festival.
El 2014 va participar en la realització del guió de la pel·lícula Ocho apellidos vascos. Aquest mateix any va estrenar en la Secció Zabaltegi del Festival Internacional de Cinema de Sant Sebastià el seu tercer llargmetratge com a director, Negociador, una tragicomèdia inspirada en les converses mantingudes entre el Govern espanyol i ETA durant la treva de 2005, per la que va ser guardonat amb el Premi Irizar al Cinema Basc.
Posteriorment participà al costat de Diego San José en el guió d' Ocho apellidos catalanes, seqüela d' Ocho apellidos vascos, i en l'adaptació cinematogràfica del còmic Superlópez, que va aconseguir ser la segona pel·lícula espanyola més taquillera de 2018.
El 2017 va estrenar la comèdia Fe de etarras, per la plataforma Netflix, protagonitzada per Javier Cámara, Miren Ibarguren, Gorka Otxoa i Julián López. El 2019 va dirigir amb Nacho Vigalondo la telèserie d'humor Justo antes de Cristo per Movistar+.

## Filmografia
Llargmetratges
- Superlópez (2018). Coguionista.
- Fe de etarras (2017). Director i coguionista.[28]
- En tu cabeza (2016). Director del capítol Milagros y Remedios.
- Kalebegiak (2016). Director del capítol Bidexka.
- Ocho apellidos catalanes (2015). Coguionista.
- Negociador (2014). Director i guionista.[29]
- Ocho apellidos vascos (2014). Coguionista.
- Amigos... (2011). Coguionista.
- No controles (2010). Director i coguionista.
- Pagafantas (2009). Director i coguionista.
- La máquina de bailar (2006). Coguionista.

Curtmetratges
- Aupa Josu (2014). Director.
- Democracia (2013). Director.[30]
- Un novio de mierda (2010). Director i guionista.
- Marco incomparable (2009). Director i guionista.
- Limoncello (2007). Director i guionista del capítol Río Puerco.
- Choque (2005). Ajudant de direcció.
- Éramos pocos (2005). Director i coguionista.
- 7:35 de la mañana (2003). Actor.
- La primera vez (2001). Director i guionista.
- El amor en tiempos de burocracia (1999). Director i guionista.
- Cupido es áspero (1998). Director i guionista.
- El principio del fin (1996). Director i guionista.
- Usura (1995). Director i guionista.
- Sangre suicida (1994). Director i guionista.

## Nominacions i premis
| Any  | Premi                     | Categoria                   | Pel·lícula     | Resultat  |
| ---- | ------------------------- | --------------------------- | -------------- | --------- |
| 2002 | Premis Goya               | Millor curtmetratge         | La primera vez | Nominat   |
| 2007 | Premis Oscar              | Millor curtmetratge         | Éramos pocos   | Nominat   |
| 2009 | Festival de Màlaga        | Premi de la crítica         | Pagafantas     | Guanyador |
| 2009 | Festival de Màlaga        | Millor guionista novell     | Pagafantas     | Guanyador |
| 2010 | Premis Goya               | Millor direcció novell      | Pagafantas     | Nominat   |
| 2011 | Festival de Nantes        | Premi del públic            | No controles   | Guanyador |
| 2014 | Festival de Sant Sebastià | Premi Irizar al Cinema Basc | Negociador     | Guanyador |
| 2014 | Festival de Nantes        | Millor curtmetratge         | Democracia     | Guanyador |
| 2016 | Premis Feroz              | Millor comèdia              | Negociador     | Guanyador |
| 2016 | Premis Feroz              | Millor guió                 | Negociador     | Nominat   |
| 2016 | Premis Goya               | Millor guió original        | Negociador     | Nominat   |
| 2019 | Premios Goya              | Millor guió adaptat         | Superlópez     | Nominat   |